# 1222
Năm 1222 là một năm trong lịch Julius.